# Sékana Diaby
Sékana Diaby (Abidjan, 10 agosto 1968) è un ex calciatore ivoriano, di ruolo difensore.

## Palmarès
- Coppa d'Africa: 1

1992